# Huong Thanh
Huong Thanh (vietn. Hương Thanh, wörtlich Lotusduft, geboren in Saigon, heute Ho-Chi-Minh-Stadt) ist eine vietnamesische Sängerin, die in Frankreich lebt. Sie interpretiert traditionelle vietnamesische Musik und (hát) Cải lương, eine südvietnamesischen Form des Musiktheaters, aber auch Weltmusik und Jazz.

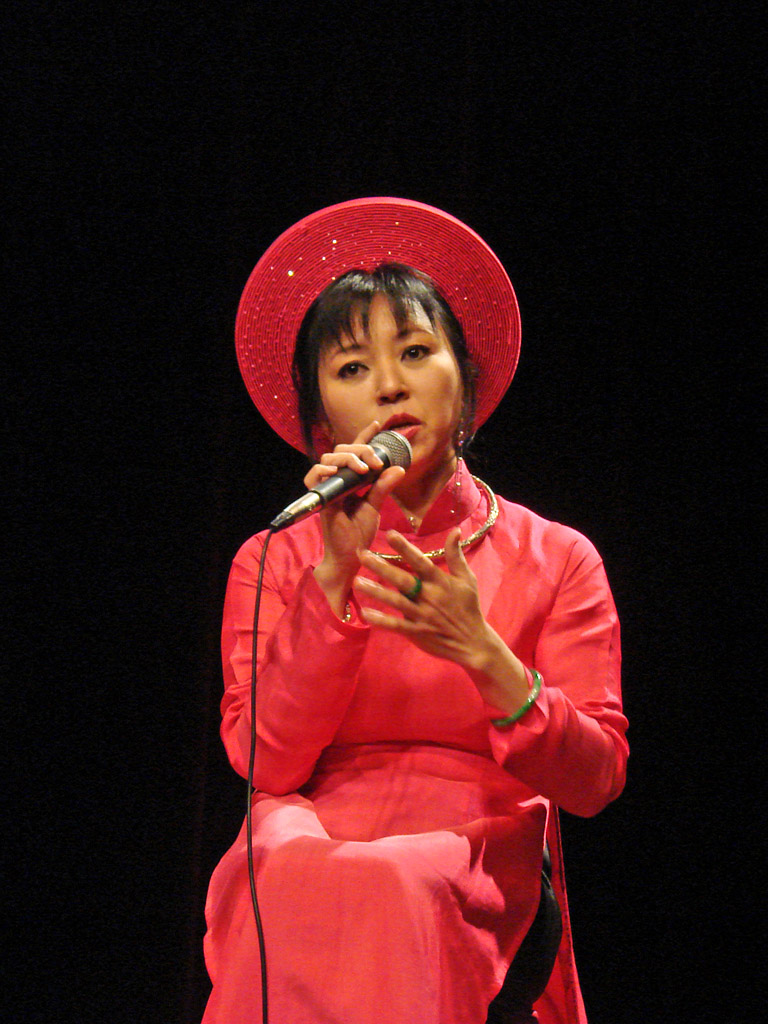
Huong Thanh auf der Bühne des Musée Guimet, Paris

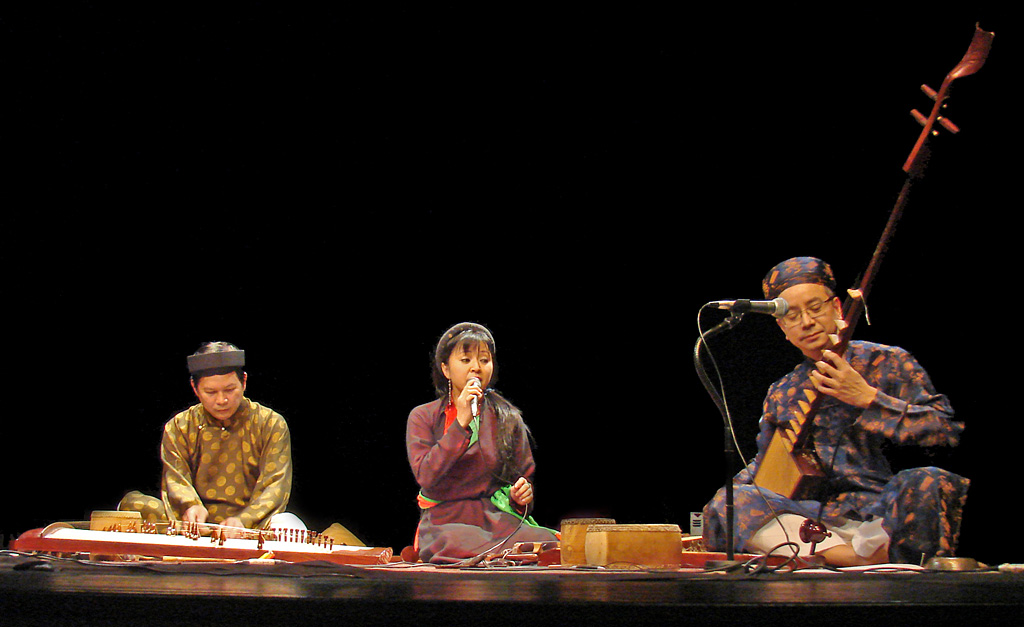
Huong Thanh Trio in Paris 2007

## Biografie
Huong Thanh wuchs in einer südvietnamesischen Musikerfamilie auf, ihr Vater Hữu Phước (gest. 1997) war Meister des Cải lương-Gesangs. Ab dem Alter von zehn Jahren wurde sie in der Familie in Cải Lương und in traditionellem Gesang ausgebildet. Ab ihrem 14. Lebensjahr studierte sie an verschiedenen Schulen für Musik und Theater und gab mit 16 ihr Bühnendebüt. 1977 wanderte sie infolge der politischen Ereignisse in Vietnam nach Paris aus. Dort traf sie 1995 mit dem vietnamesischen Gitarristen Nguyên Lê zusammen, durch den sie ersten Kontakt mit Jazz und Weltmusik hatte. 1996 sang sie auf Einladung der UNESCO bei der Feier des Jahrestages der Erklärung der Menschenrechte. Mit ihrer Schwester Hương Lan machte sie 1997 Aufnahmen in Los Angeles, USA.
In den folgenden Jahren arbeitete sie neben Nguyên Lê unter anderem mit Michel Alibo, Paolo Fresu, Paul McCandless und Dhafer Youssef. Die 2007 im Duo mit Nguyên Lê eingespielte CD Fragile Beauty belegte im Frühjahr 2008 vordere Plätze in den World Music Charts Europe (April 2. Platz, Mai 4. Platz). Im Jahr 2007 erhielt sie den Prix Musique des Musiques du Monde für ihre Interpretation der traditionellen Musik Vietnams. Dieser Preis ist mit Studio-Aufnahmen verbunden und 2008 erschien die CD Viet-Nam: Musique Du Théâtre Cai Luong. Hier interpretiert Huong Thanh in Zusammenarbeit mit traditionellen Musikern einige der beliebtesten Stücke des Cải lương und der traditionellen Musik der drei Regionen Vietnams. Mit diesem Repertoire tourt sie mit ihrem Huong Thanh Trio.
Durch die Beschränkungen während der COVID-19-Pandemie verzögerte sich das 2020 gestartete Projekt Three Fragrances mit den Künstlern Guo Gan (Erhu) und Fumie Hihara (Koto), welches räumliche und zeitliche Verbindungen von Musik und Poesie aus China, Japan und Vietnam aufzeigt, bis zur Albumveröffentlichung und Tournee im Jahr 2024.

## Diskografie

### Traditionelle Musik
- Chuyên Ba Nguòi, 1995
- Chuyên Phim Buôn, 1996
- Duyên Ta Nhu Mây, 1996
- To Duyên, 1996
- Suo Em No Vôi Lây Chông, 1998
- Viêt Nam: Musique Du Théâtre Cai Luong, Ocora, 2008
- L'arbre aux rêves, Tree of Dreams, Buda musique / Universal Music France, 2011[1]

### World Jazz
- Moon and Wind, ACT Music + Vision, 1999
- Dragonfly, ACT Music + Vision, 2001, Prix Choc du Monde de la musique.
- Mangustao, ACT Music + Vision, 2004
- Fragile Beauty, ACT Music + Vision, 2007
- mit Camkytiwa: Les Fleurs du Levant, The Flowers of Levant, Buda Musique / Universal Music France, 2013
- Sài Gòn, Saïgon, Buda Musique / Universal France, 2017

### Mitwirkung
- Nguyên Lê: Tales from Viêt-Nam, ACT Music, 1996
- Nguyên Lê: Maghreb and Friends, ACT Music, 1998
- Jean-Pierre Limborg: Jet Lag: Inspiring Saïgon, Terra Humana, 2006
- XII Alfonso: Charles Darwin, Eigenverlag, 2012
- Geir Lysne: A Million Stars, ACT Music, 2014
- Nodey: Vinasounds Vol.1 EP, Nodey/Modulor, 2016
- Guo Gan, Huong Thanh & Fumie Hihara: Three Perfumes, Felmay, 2024